# Stérane

Stérane.

Le stérane ou perhydrocyclopentanophénanthrène ou encore hexadécahydrocyclopenta[a]phénanthrène est un alcane quadricyclique, constitué des trois cycles à 6 atomes, notés A, B et C, et d'un cycle à 5 atomes noté D. Cette structure possède 6 carbones asymétriques, les 2 atomes à chaque jointure de deux cycles (5 et 10, 8 et 9, 13 et 14). Le terme stérane désigne invariablement n'importe lequel des stéréoisomères existants.

Structure du gonane.

On appelle gonanes les formes du stérane où respectivement les cycles B et C, et les cycles C et D sont en position trans.
Les dérivés du stérane sont simplement appelés stéranes et comprennent notamment les stéroïdes et les stérols. Ils sont obtenus par dégradation(s) diagenésique et catagénésique, et saturation(s) du stérane.

## Eucaryotes et stéranes
Dans la biosphère, les stéranes sont des produits de désintégration des stérols, qui jouent un rôle clé chez les eucaryotes actuels. Les stéranes sont ainsi utilisés comme biomarqueurs de la présence de cellules eucaryotes. Les stéranes sont effectivement associés systématiquement aux fossiles d'eucaryotes, mais seulement depuis le Néoprotérozoïque (il y a 800 millions d'années), ils sont absents des microfossiles d'eucaryotes plus anciens. En revanche, les produits de désintégration de protostérols (en) ont été retrouvés dans des bitumes et des pétroles du Mésozoïque et même dans des schistes australiens datant de 1,64 milliard d'années, indiquant la présence massive de cellules eucaryotes dépourvues de stérols modernes dans leurs membranes,.